# Manguster
Manguster (Herpestidae) är en familj i däggdjursordningen rovdjur. Flera arter i familjen kallas mungo (bland dem indisk mungo), och detta ord används ofta synonymt med manguster. Även surikater tillhör familjen manguster. Mangusternas ursprungliga levnadsområde ligger i Afrika, södra Asien och sydvästra Europa.

## Etymologi
Ordet mangust kommer från de dravidiska språken (telugu: muṅgisa, kannada: muṅgisi) och infördes via portugisiska i andra europeiska språk. I tidiga europeiska skrifter saknades bokstaven t i slutstavelsen, vilket fortfarande är fallet på engelska (mongoose). Bokstaven tillkom troligtvis omkring år 1700 i franskan som en hyperkorrektion (analog till ordet langust).

## Kännetecken
Manguster är jämförelsevis små rovdjur. De har en långsträckt kropp som når en längd mellan 25 och 75 centimeter. Vikten ligger mellan 0,2 och 5 kilogram. Deras huvud är litet och har en tillspetsad nos samt runda öron. Underjordiskt levande manguster kan vika ihop de yttre öronen så att ingen sand når hörselgången. Foten har trubbiga, icke indragbara klor och nakna eller glest hårbevuxna fotsulor. Pälsens färg är oftast grå- eller brunaktig och hos de flesta arterna enfärgad, men det finns även djur i familjen med strimmor eller spräcklig päls. Hos flera manguster har extremiteterna och/eller svansen en annan färg än bålen. Svansens färg kan variera inom samma art. Svansen är med 15 till 53 centimeters längd relativ kort och hos en del arter yvig.
På varje fot finns vanligtvis fem tår men några arter har bara fyra tår. Enskilda arter har simhud mellan tårna. Deras tandformel är I 3/3 – C 1/1 – P 3-4/3-4 – M 2/2, alltså mellan 36 och 40 tänder. Tandsaxen som är kännetecknande för alla rovdjur och som bildas av den sista premolaren i överkäken och den första molaren i underkäken förekommer även hos mangusten.
Arterna har en stor nässkiljevägg (rhinarium) jämfört med huvudets storlek. Det är inte känt om detta kännetecken förbättrar mangusternas luktsinne. Surikaten kan anta ett ansiktsuttryck som påminner om kattdjurens flema (uppdragen överläpp så att nosen rynkas).
Flera arter avsöndrar en illaluktande vätska från sina analkörtlar. Sekretet som bildas i analkörtlarna samlas i ett säckformigt organ. Organet är inte unikt för mangustern, det finns även hos hyenor och madagaskarrovdjur.

## Utbredning och habitat
De flesta arter finns i Afrika, söder om Sahara. Andra arter lever på Arabiska halvön eller i södra och sydöstra Asien. En art, faraokatt, lever även på iberiska halvön men det är inte helt klarlagt om djuret blev infört av människan eller inte.
Manguster förekommer i olika habitat men ett flertal arter föredrar savann och andra öppna områden. En del arter lever i skogar. I alltför torra regioner finns normalt inga manguster.

### Introducerade populationer
Några arter infördes av människan i regioner där de ursprungligen inte hörde hemma för att bekämpa skadedjur. Dessa arter finns idag i till exempel Italien, Kroatien, Japan, Västindien och på olika öar i Stilla havet och Indiska oceanen.
På flera öar där indisk mungo eller andra familjemedlemmar infördes jagade de marklevande fåglar så att olika fågelarter som svart dvärgrall, hawaiigås eller socorrolira var nära utrotning. Även populationen av vanliga fåglar som jorduggla minskade. Dessa rovdjur påverkar även sköldpaddor och ödlor när de äter deras ägg. I vissa fall har situationen förvärrats när brunråttor eller polynesiska råttor samtidigt har introduceras.

## Levnadssätt

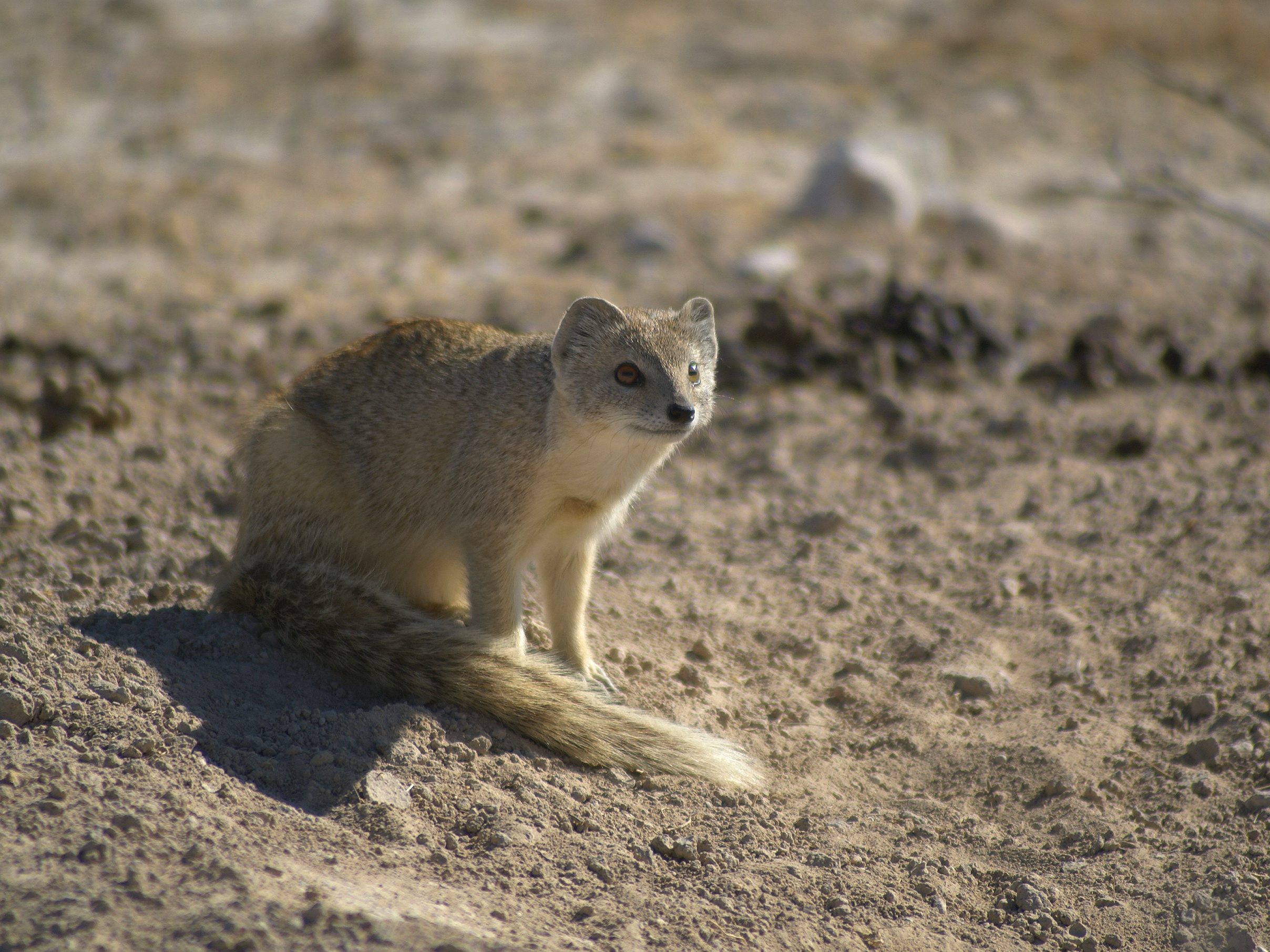
Gul mangust eller rävmangust.

Dessa djur vistas vanligen på marken. Några familjemedlemmar har observerats klättrande i träd, men klättringsförmågan är i allmänthet underutvecklad. Träskmangusten och några andra manguster är goda simmare. Flera arter bygger bon i jorden eller använder bon som grävts av andra djur. Många arter är aktiva på dagen medan andra arter är nattaktiva. De flesta familjemedlemmar lever ensamma när honan inte är brunstig men det finns även socialt levande manguster, till exempel surikaten. Hos flocklevande manguster upprättas en hierarki under parningstiden eller under hela livet.

### Föda
Manguster livnär sig av insekter och deras larver, av andra ryggradslösa djur som maskar och krabbor samt av mindre ryggradsdjur som möss och småfåglar. I vilken omfattning vegetabiliska ämnen ingår i födan varierar mellan arterna. Många manguster bryter skalen av bytesdjuren eller av ägg genom att kasta bytet mot stenar eller andra fasta föremål. Bland rovdjur har bara fläckskunkar (Spilogale) samma beteende. Några arter kastar däremot stenar på skalen. Valet av bytesdjur kan variera betydligt inom en art beroende på årstid. Manguster söker vanligen av olika områden inom reviret varje dag efter föda. De söker aktiv efter byten istället för att sitta och lurpassa.
En del arter är framför allt kända för att de överfaller ormar. Med sina hastiga rörelser kan de undvika ormens giftiga bett. För familjen som helhet utgör ormar bara en mindre del av födan. I viss mån äter manguster andra giftiga djur som skorpioner, paddor eller mångfotingar. Familjens medlemmar har dessutom en särskild sorts receptorer i musklerna som förhindrar att giftet leds vidare till cellkärnan eller till de inre organen.
Hos några familjemedlemmar ingår kadaver i födan och andra livnär sig av människans matavfall. Observationer av manguster som dricker vatten är fåtaliga. Därför antas att de täcker sitt vätskebehov främst genom födan.

### Kommunikation
Hos socialt levande manguster sker en del av kommunikationen genom kroppsspråk. Dominanta individer ställer sig ofta upprätt medan underordnade exemplar håller kroppen nära marken. Manguster med en påfallande svansfärg använder svansen för att visa sina känslor. Olika läten förekommer hos manguster som lever i flock samt hos ensamlevande familjemedlemmar. Deras betydelse är inte väl utredd. Varningsskrik hos flocklevande arter kan ge information om vilken sorts fiende som kommer. Några manguster kan härma andra djurs varningsrop.
Med sekretet från analkörtlarna markeras föremål i reviret och ibland artfränder. Några familjemedlemmar står på händerna när de fördelar körtelvätskan. Några arter har även körtlar vid kinderna men sekretets doft håller bara två dagar.

### Fortplantning

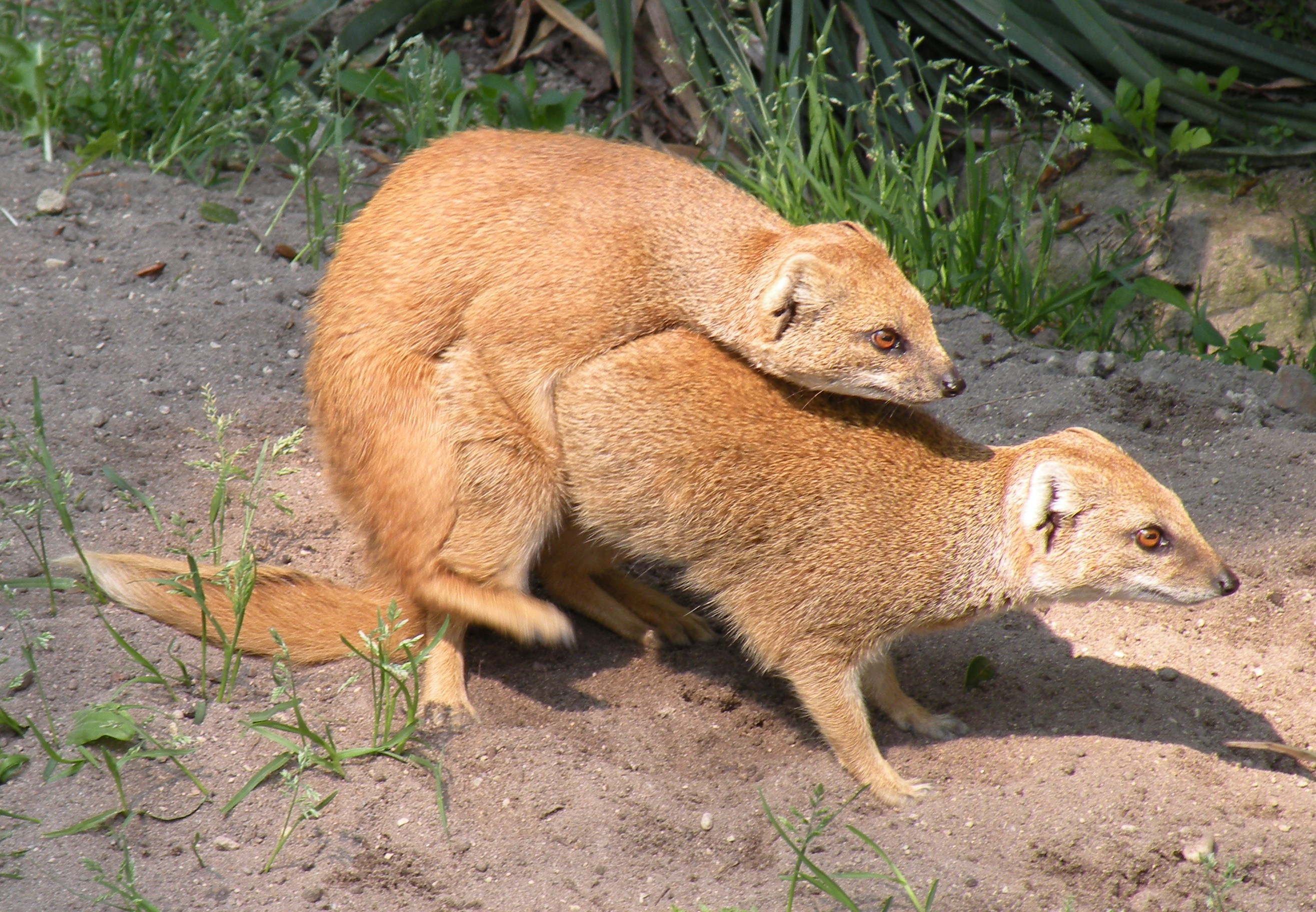
Gul mangust under parningen.

Arternas sätt att fortplanta sig är bara i mindre skala känt. Hos flera arter har honan möjlighet att para sig flera gånger per år (upp till fem gånger hos sebramangust). Kopulationen varar bara i några sekunder eller minuter. Dräktigheten varar oftast mellan 40 och 80 dagar och per kull föds ett till fem ungdjur (i sällsynta fall åtta). De flesta ungar föds under regntiden. Ungarna är bostannare, men de utvecklas snabbt och honan slutar redan efter fyra till åtta veckor med digivning. Före ungarnas födelse gräver honan en lya där ungarnas uppfostring sker (bortsedd från arter som lever hela livet i tunnelsystem). Hos flocklevande arter deltar flera vuxna flockmedlemmar i ungarnas uppfostring. När ungarna börjar med fast föda måste de vanligen jaga självständig. Bara den gula mangusten (Cynictis penicillata) överlämnar byten till ungarna. Hos ensamlevande arter separeras modern och ungarna efter cirka 6 månader. Ibland delar modern och en unge av honkön efteråt reviret.
En dvärgmangust levde 14 år i naturen och en grå kapmangust blev i fångenskap 20 år gammal. Manguster faller offer för större rovdjur, stora ormar, rovlevande fåglar och små arter även för stora familjemedlemmar.

## Manguster och människor
Redan i texter från gamla Indien och gamla Egypten finns berättelser om manguster. Där uppmärksammas främst mangusternas förmåga att kämpa mot ormar. I det forntida Egypten trodde befolkningen att manguster äter krokodilens ägg och att det inte skulle vara möjligt att segla på Nilen om mangusterna försvann och krokodilens antal ökade okontrollerat. I en annan berättelse stred solguden Ra mot undervärldens härskare Apophis i skepnad av en mangust. Som heliga djur blev manguster mumifierade och placerade i skulpturer som föreställer lejongudinnan Bastet. Egyptiska konstföremål som föreställer manguster var vanligast under tiden när Grekland och Romarriket dominerade Medelhavsregionen.
I Rudyard Kiplings novellsamling Djungelboken förekommer en mungo vid namn Rikki-Tikki-Tavi, som räddar människor från ormar. Liknande legender tillhörde redan den indiska sagovärlden. En känd nedteckning från cirka 100 före Kristus finns bevarad. Som nämnts tidigare infördes manguster i olika regioner för att bekämpa skadedjur. I vissa fall blev mangusterna ett hot för den endemiska faunan i dessa områden. Några arter hölls även som sällskapsdjur. Kranium av manguster har hittats bland annat vid utgrävningar i Babylon, vilket indikerar att de redan tidigt användes som husdjur. Handel med manguster som fångats vilda är illegal, men trots det är den vanligt förekommande.
Enligt indiska sagor är manguster orädda för ormar på grund av att de äter växten Ophiorrhiza mungos som antogs innehålla ett motgift.
I Asien arrangeras strider mellan manguster och kobror där åskådarna kan satsa pengar på en av motståndarna.
Arternas päls är ovanlig inom pälsindustrin och den säljs bara på lokala marknader. Från den yviga svansen skapas bland annat rakborstar eller amuletter.
Ibland dödas manguster på grund av att de förstör odlad mark eller för att de är en smitthärd för rabies. De flesta arterna har idag en tillräckligt stor population. Bara arten liberiamangust listas av IUCN som starkt hotad (endangered) och en annan art, Bdeogale jacksoni, som sårbar (vulnerable).

## Systematik

### Yttre systematik
Manguster tillhör underordningen kattliknande rovdjur i ordningen rovdjur. Tidigare antogs att de är nära släkt med viverrider och ibland listades djurgruppen som en underfamilj till dessa. Nyare genetiska undersökningar visade att de möjligtvis är närmare släkt med hyenor. Deras närmaste släktingar är däremot rovdjur på Madagaskar, familjen Eupleridae. Det antas att alla rovdjur på Madagaskar utvecklade sig av förfäder som liknade manguster. Underfamiljen Galidiinae som ingår i Eupleridae räknades tidigare till mangusterna.

### Inre systematik

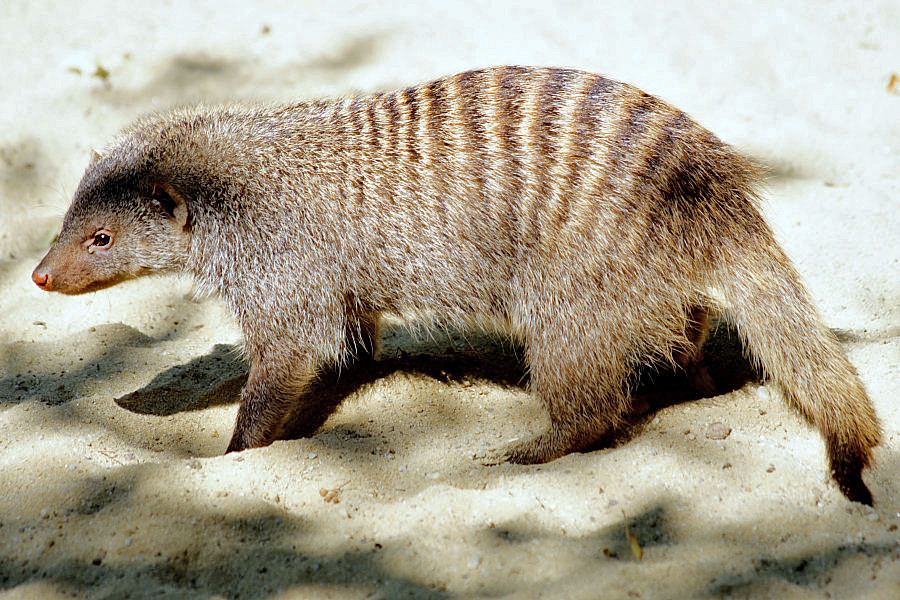
Sebramangust.

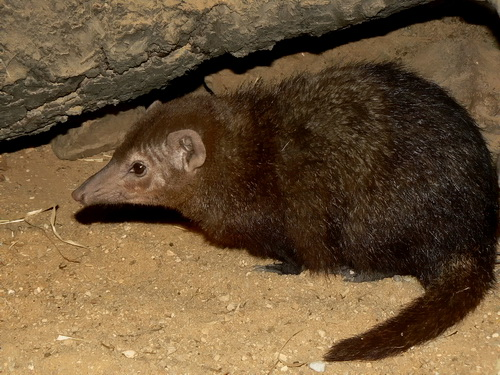
Crossarchus obscurus som tillhör släktet kusimanser.

I familjen finns 15 släkten med tillsammans 33 arter.
- Släktet Herpestes omfattar fem arter. Asiatiska arter som tidigare ingick flyttades till släktet Urva.[10]
- släktet vesslemanguster har fyra arter.
- arten Atilax paludinosus är bra anpassad för livet i vatten.
- släktet Mungos består av två arter.
- släktet kusimanser innehåller fyra arter som lever i Afrika.
- arten Liberiictis kuhni upptäcktes först 1958 och förekommer i västra Afrika.
- i släktet Helogale finns de minsta mangusterna.
- arten Ichneumia albicauda förekommer i Afrika och på den Arabiska halvön.
- släktet Bdeogale innefattar tre arter.
- arten Dologale dybowskii lever i centrala Afrika.
- arten Rhynchogale melleri lever i skogar i östra Afrika.
- arten gul mangust eller rävmangust (Cynictis penicillata) lever i södra Afrika och är sällsynt.
- om arten Selous mangust eller grå surikat (Paracynictis selousi) vet man inte så mycket.
- arten surikat (Suricata suricatta)  lever i kolonier.

Ibland fördelas släktena på underfamiljerna Herpestinae och Mungotinae.